# Saltsjön
Saltsjön est une baie qui s’étend de l'archipel de Stockholm jusqu'au centre-ville de Stockholm. 
Saltsjön s'étend de la confluence de Norrström et Strömmen jusqu'à Lilla Värtan au sud de Lidingö.

## Présentation
Sur le côté sud se trouvent Södermalm, Danviken, Kvarnholmen et Nacka Strand. Sur le côté nord se trouvent Kastellholmen, Djurgården et Fjäderholmarna.
La profondeur de l’eau aujourd’hui est d’environ 30 mètres après que les cavités profondes ont été utilisées comme zones de basculement. Les sédiments de fond sont fortement pollués et en grande partie sans vie.
À Saltsjön, il y a un courant à quatre couches plus ou moins développé, un courant d’eau de surface avec de l’eau douce du lac Mälar, sous un courant compensatoire vers l’intérieur. Un troisième courant sortant est formé par le rejet des eaux usées traitées de la station d’épuration d’Henriksdal et vers le fond, il y a un flux de compensation entrant vers l’intérieur pour cette eau qui oxygène le fond.
À travers cette partie de Saltsjön, le fairway va dans le port intérieur de Stockholm et à Hammarbyleden. Le long des plages, il y a beaucoup de bâtiments magnifiques et impressionnants tels que Täcka udden et Manillaskolan sur Djurgården et la maison de retraite Danvikshem, les moulins à vapeur Tre Kronor et Saltsjöqvarn à Nacka.
Saltsjön est en fait un ancien nom local pour la mer Baltique avec toutes ses baies et baies dans l’archipel de Stockholm, qui, contrairement au lac Mälaren et à d’autres lacs intérieurs isolés, ne se compose pas d’eau douce mais d’eau saumâtre. Son épithète (sel-) survit dans des noms de lieux tels que Saltsjöbaden et Saltsjö-Duvnäs. Saltsjön est localement le nom de mer le plus largement accepté qui apparaît sur les cartes plus anciennes et autres cartes.

## Galerie

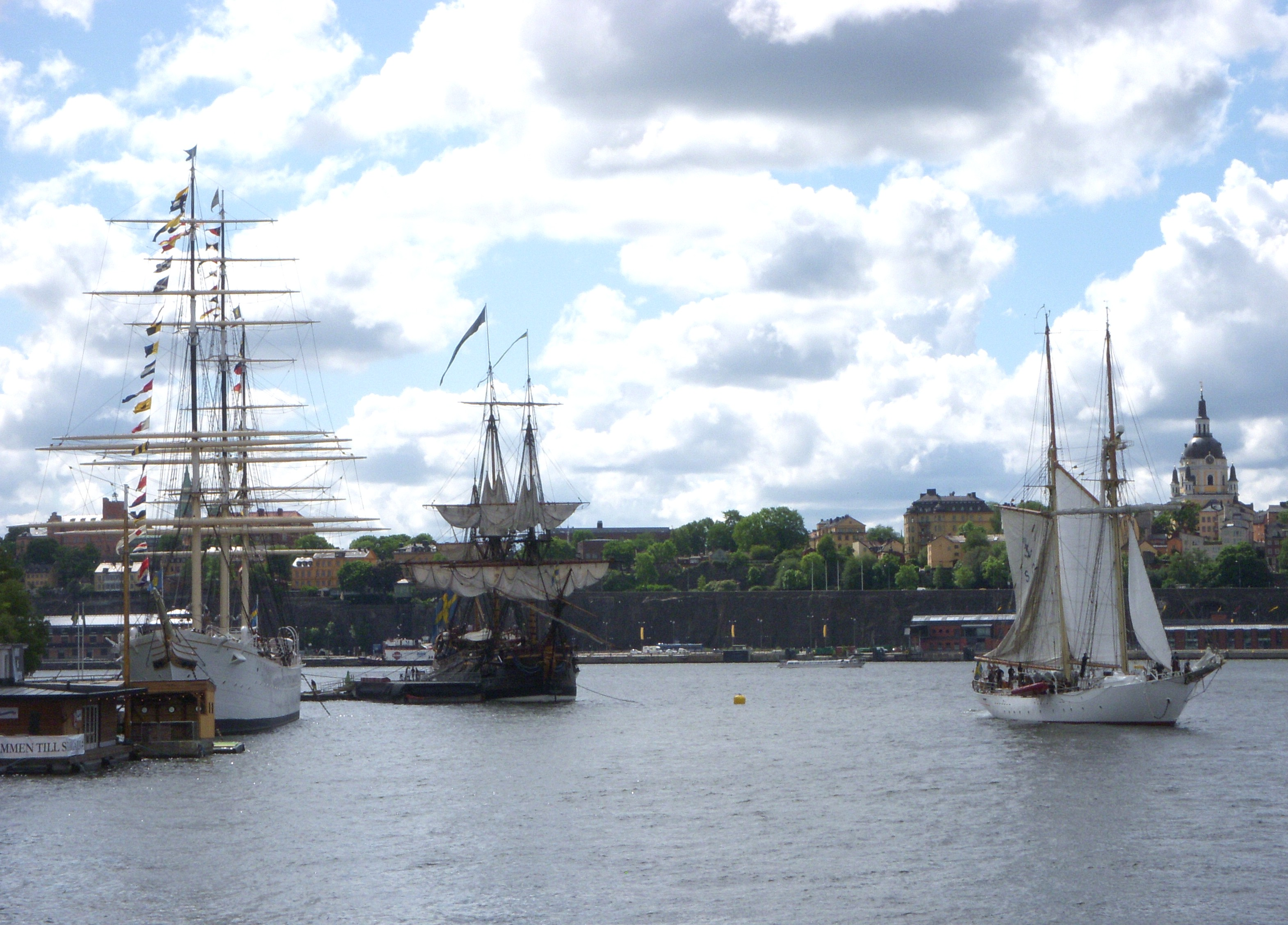
Trois voiliers classiques sur Saltsjön, de gauche à droite : le Chapman, le Ostindiefararen Götheborg et le Falken, juin 2010
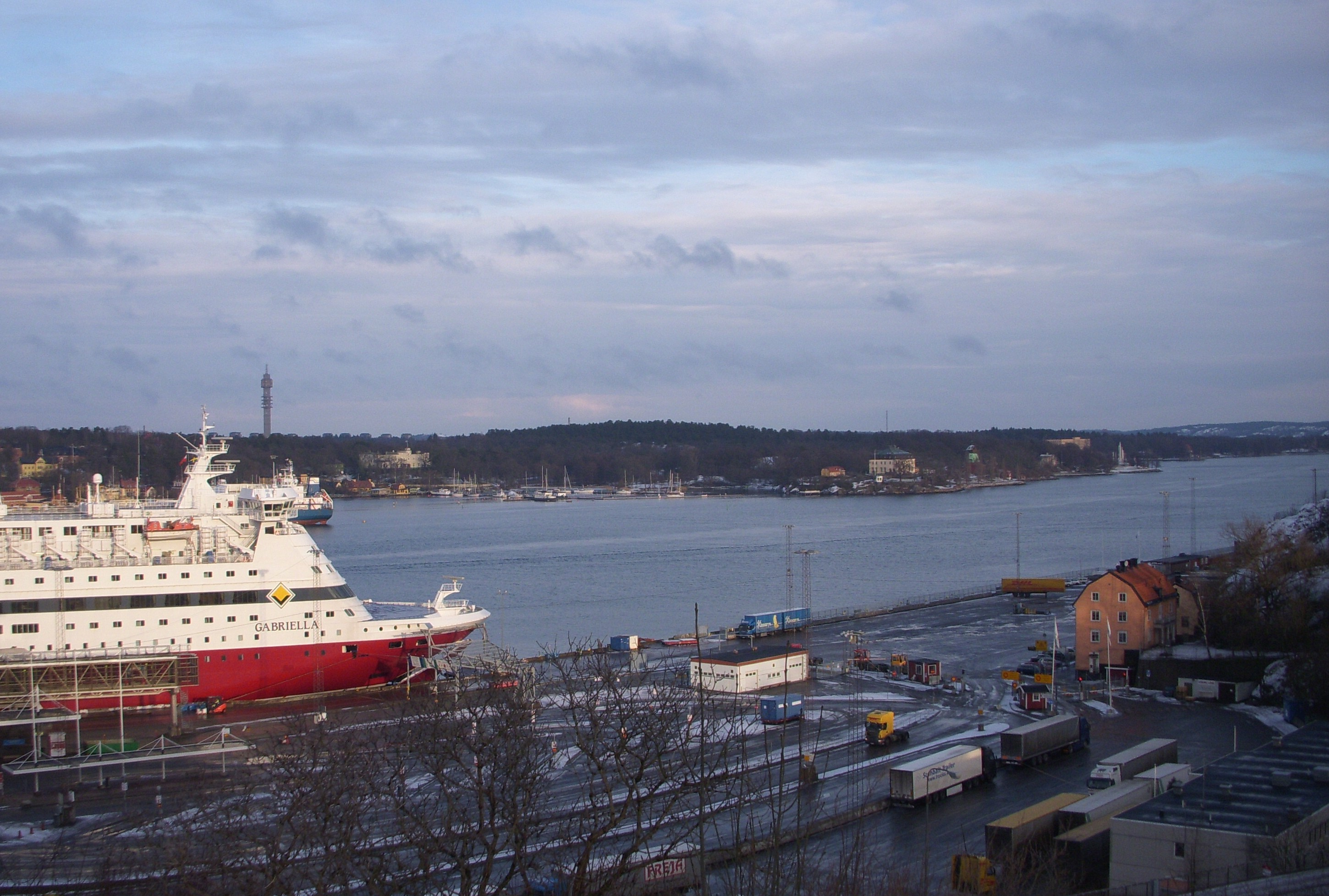
Saltsjön d’Åsöberget. En arrière-plan, y compris Södra Djurgården et Waldemarsudde
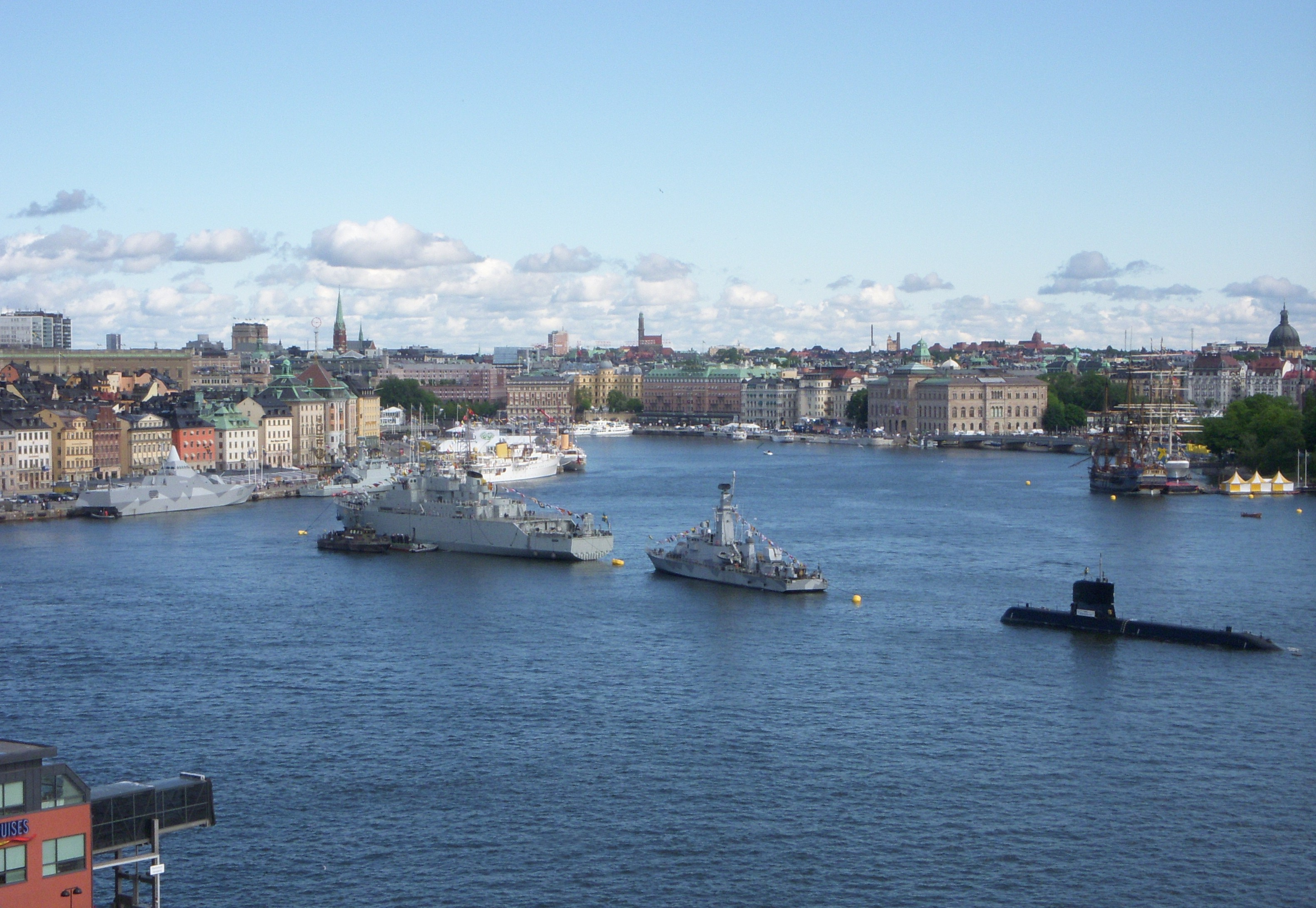
La vue de Saltsjön depuis Nytorgsgatan 7 le 19 juin 2010
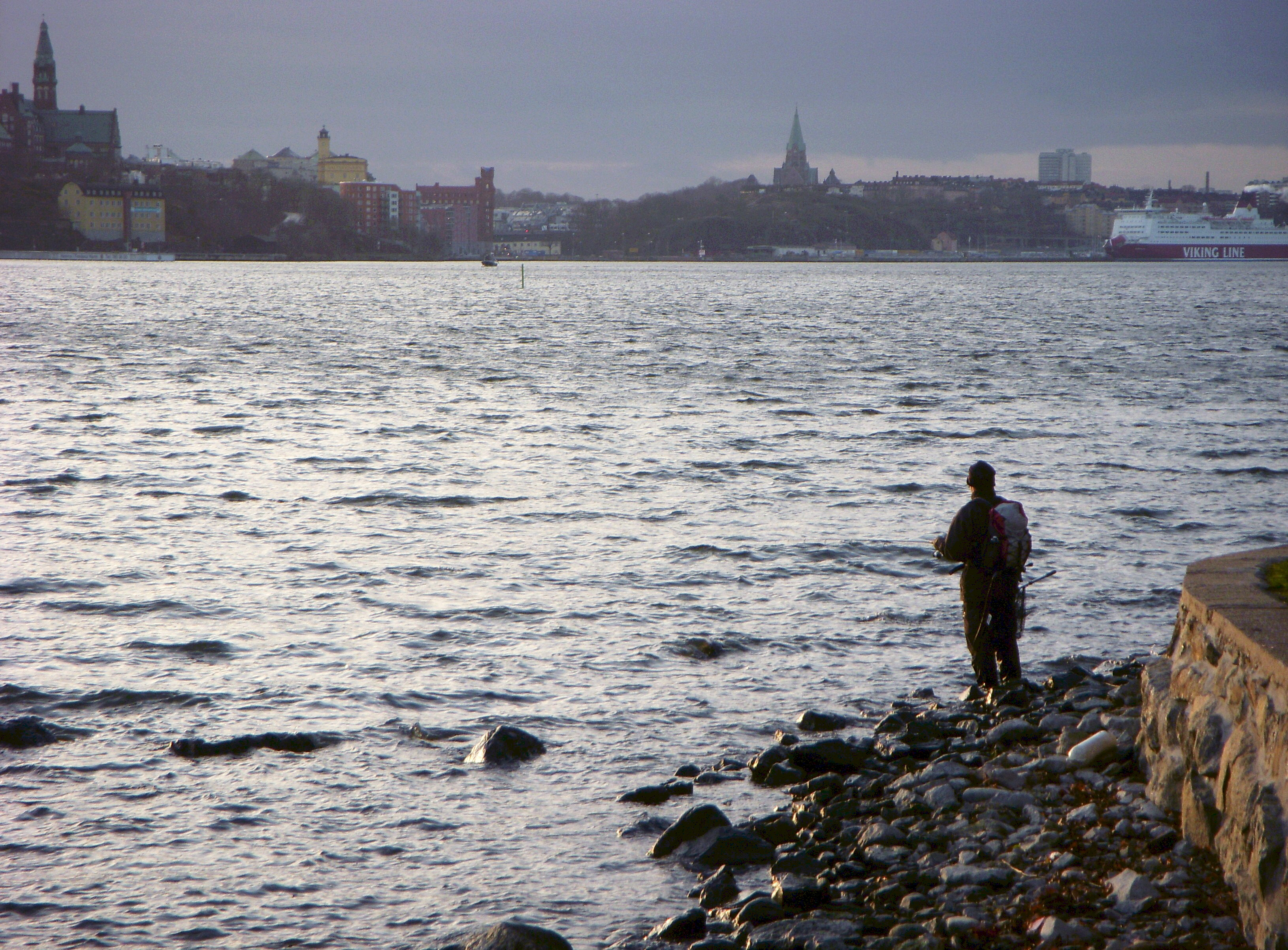
Pêche au saumon à Saltsjön depuis Södra Djurgården, en arrière-plan, vous pouvez voir Södermalm